# 28 La Pausa

28 La Pausa est un parfum des Parfums Chanel, créé par Jacques Polge en 2007.

## Description
28 La Pause, prit son nom de la résidence Villa La Pausa, que Coco Chanel fit construire en 1928 à Roquebrune-Cap-Martin, sur les hauteurs de Menton. On peut voir en distance la côte italienne. La villa, dont l'architecture rappelle celle de l'ancienne abbaye cistercienne d'Aubazine, est une invitation au repos : ella a le charme d'un lieu sobre mais élégant. 
Le bouquet floral du 28 La Pausa est basé sur l'iris, dont les jardins de la villa à Roquebrune étaient remplis,.
Les baies des roses dégagent une fraîcheur fruitée. De la mer ouverte, un vent de Vetiver enrichit, avec son arôme, à l'accent boisé.